# Aurora Pijuan
Aurora Pijuan (Bacolod, 11 de novembro de 1949) é uma modelo e rainha de beleza das Filipinas que venceu o Miss Internacional 1970. 
Ela foi a segunda de seu país a vencer este concurso, fazendo, assim, com que as Filipinas se tornassem o primeiro país a vencer o Miss Internacional duas vezes. 

## Biografia
Aurora é filha de Marcelo Pijuan e Lucielle Mckenney, tem 11 irmãos e estudou no St. Scholastica’s College Bacolod.
Ela tem dois filhos e seu ex-marido, Tomas Manotoc, casou-se com Imee Marcos, filha de Ferdinand Marcos. 

## Participação em concursos de beleza
Aos 16 anos ela participou e ficou em 2º lugar no Miss Teen Princess, concurso patrocinado pelo Manila Chronicle.
Em 1970 ela ficou em 2º lugar no Binibining Pilipinas, o que lhe deu o direito de ir ao Miss Internacional. 
Em 16 de maio de 1970 ela competiu em Osaka, no Japão, com outras 46 concorrentes e levou a coroa de Miss Internacional 1970. 

## Vida pós-concursos
Após coroar sua sucessora, Aurora fez dois filmes, Popeye e Sunugin Ang Samar. 
Ela também foi uma modelo de sucesso em seu país, tendo desfilado para os principais costureiros da época, que segundo o Philstar eram Pitoy Moreno, Ben Farrales and Aureo Alonzo. 
Ela foi casada com Tomas Manotoc, um treinador de golfe e basquete, com o qual teve dois filhos: TJ Manotoc, que é âncora na ABS-CBN, e Mavis Manotoc. 

### Foto recente
Em 2018, um jornal filipino divulgou uma foto recente de Aurora com seu filho TJ.